# Antidemon
Antidemon é uma banda brasileira cristã que mescla características do death metal e do grindcore, formada em 12 de janeiro de 1994 em São Paulo.[carece de fontes?] O Antidemon contou inicialmente com cinco integrantes, até que se estabilizou tendo três. O primeiro trabalho do grupo foi um demo tape com o nome homônimo da banda. Após gravar mais dois demos e participar da coletânea Refúgio do Rock,
Possui quatro discos cheios gravados: Demonocídio (1999), Anillo de Fuego (2002), Satanichaos (2009) e o Apocalypsenow (2012), DVD gravado em Santiago do Chile além de diversas participações em coletâneas . Antidemon acumula diversos shows pelo Brasil e exterior e passagens por vários veículos de comunicação no mundo.  Atualmente faz parte do cast da gravadora Vision of God Records.
No final de 2018 iniciam a turnê “25 YEARS OF ANTIDEMON WORLD TOUR” passando por diversas cidades do Brasil e da América do Sul, fechando com uma sequência de shows no segundo semestre de 2019 com a sexta temporada na Europa, onde passam por Noruega, Holanda, Áustria, Polônia, Eslováquia além de outros países do Velho Continente.
A banda volta ao estúdio para gravação do quinto álbum no início de 2020 que será lançado pela gravadora americana Vision of God Records.

## Membros

### Integrantes
- Batista (baixo e vocal)
- Juliana Batista (bateria)

### Ex-integrantes
- Alexandre Cebotorov (baixo)
- Alexandre Ferreira (baixo)
- Sergio Gonçalves (guitarra)
- Kleber Albino (guitarra)
- Maurício Cebalho (guitarra)
- Luis Oliveira (guitarra)
- Elke Garzoli (bateria)
- Wanderlindem Oliveira (bateria)
- Natan Forzanari (guitarra e vocal de apoio)
- Leandro Calejon - Dã (guitarra)
- Marcelo Soldado (guitarra)
- Marcelo Alves (guitarra)
- Lucas Nakano (guitarra)

## Discografia

### Álbuns de estúdio
- 1999 - Demonocídio
- 2009 - Satanichaos
- 2012 - Apocalypsenow

### Coletâneas
- 1995 - Refúgio do Rock
- 2000 - Lanceration Records
- 2000 - Noise for Deaf Vol. III
- 2001 - Revista Trip
- 2001 - Noise for Deaf Vol. IV
- 2001 - Brasil Collection
- 2002 - Barad

### Álbuns ao vivo
- 2003 - Anillo de Fuego

### Demos
- 1995 - Antidemon
- 1997 - Confinamento Eterno
- 1998 - Antidemon 4 Anos

### DVD
- 2013 - The Mission